# Minotaure (revue)
Pour les articles homonymes, voir Minotaure (homonymie).
Minotaure est une revue d'inspiration surréaliste qui fut éditée de 1933 à 1939 à Paris, sous l'impulsion conjointe des éditeurs Albert Skira et Stratis Eleftheriadis, dit Tériade. 

## Minotaure
Dans la lignée des Cahiers d'art de Christian Zervos, consacrés à l'art contemporain, Minotaure se veut une revue à l'esthétique soignée dont le but est d'offrir à un certain nombre d'artistes une tribune littéraire, publiant thèses et œuvres poétiques, ainsi qu'un espace de visibilité, reproduisant les œuvres de peintres ou de sculpteurs alors peu connus tels qu'Alberto Giacometti, Hans Bellmer, Paul Delvaux ou Roberto Matta. Rapidement, André Breton et les dissidents du surréalisme (André Masson et Georges Bataille en tête) sont contactés par les deux éditeurs pour s'accorder sur un projet commun, malgré les dissensions ; le 1er juin 1933, au bout de six mois de tractations, paraît le premier numéro, avec une couverture de Pablo Picasso. Peu à peu, les publications ouvrent le champ d'analyse de la revue à la musique et à l'architecture, notamment à travers des articles écrits par les artistes eux-mêmes, comme Tristan Tzara (D'un certain automatisme du goût, no 3-4), Salvador Dalí (De la beauté terrifiante et comestible de l'architecture Modern'style, no 3-4) et Roberto Matta (Mathématiques sensibles - Architecture du temps, no 11). Le prix de vente s'élevait à 25 francs.

## Genèse  et orientation
Albert Skira publie des ouvrages de grand luxe depuis les années 1930 : Les Métamorphoses d'Ovide illustrées par Picasso (1930), les Poésies de Mallarmé illustrées par Matisse (1932), Les Chants de Maldoror du comte de Lautréamont par Dalì (1934). Le projet initial était donc de lancer une revue afin d'assurer aux ouvrages une bonne distribution, mais il prend de l'ampleur jusqu'à s'inscrire dans la droite ligne des revues surréalistes déjà publiées, comme La Révolution surréaliste et surtout Documents, dirigée par Georges Bataille entre 1929 et 1930. Minotaure est ainsi une œuvre de synthèse comme le montre le programme éditorial qui figure en tête de la première livraison. Les traits caractéristiques du projet sont clairs : publication d'œuvres artistiques « d'intérêt universel » ; volonté d'associer, dans une perspective moderniste, création picturale et poétique, ainsi que musique, architecture, arts du spectacle ; présentation d'études sur les tendances artistiques modernes réalisées par des « écrivains spécialisés », des « savants » et des « poètes les plus représentatifs de la génération actuelle » dans une approche à la fois ethnographique, archéologique et psychanalytique. Ainsi, Minotaure affirme d'emblée « sa volonté de retrouver, de réunir et de résumer des éléments qui ont constitué l'esprit du mouvement moderne pour en étendre le rayonnement, et il s'attachera, grâce à un essai de mise au point de caractère encyclopédique, à désencombrer le terrain artistique pour redonner à l'art en mouvement son essor universel».
L'influence de Documents est d'abord rendue sensible par une certaine « distribution irrationnelle des illustrations à l'intérieur des numéros », mais également par l'approche ethnographique adoptée face aux sujets abordés. Cela est sensible dès le deuxième numéro, consacré à la mission Dakar-Djibouti où Michel Leiris s'est embarqué. Jean Jamin note d'ailleurs qu'avec ce numéro, dont la couverture porte la signature de Gaston-Louis Roux, « l'un des objectifs de l'équipe Documents était atteint. Les œuvres, les objets des autres dont, par leur exégèse, l'ethnologie avérait l'efficacité, contribuaient positivement à la mise en question du réel et du rationnel ». 
La ligne éditoriale est donc partagée entre cette approche scientifique, visant à la fois l'étude des arts primitifs et celle de l'art contemporain, et une approche plus poétique, faisant la place à l'imaginaire dont Breton exalte les vertus et, par extension, à la part de monstruosité qu'il comporte au regard des canons esthétiques, sociaux et moraux de son époque - Minotaure s'inscrivant de fait dans une modernité artistique qui cherche à ébranler un certain ordre et, en réaction face à la guerre, à interpréter la part d'animalité et d'irrationnel inhérente à l'homme.
À partir du no 10 (hiver 1937), la direction est reprise uniquement par Albert Skira et le comité de rédaction se compose d'André Breton, Marcel Duchamp, Paul Éluard, Maurice Heine et Pierre Mabille. Signalons que Marcel Duchamp et Paul Éluard ne figurent plus au comité de rédaction du dernier numéro (mai 1939).

## Choix du titre
L'emprunt mythologique s'inscrit à bien des égards dans la logique des surréalistes qui y voyaient, via les écrits de Freud, une manière de faire retour sur un savoir archaïque, pulsionnel, l'enjeu étant de se dégager des enseignements de la raison, voire du carcan du rationalisme. En tant qu'être hybride, entre l'homme et la bête, le Minotaure représente bien ce conflit interne entre conscience et animalité, mesure et monstruosité. Bataille s'y était déjà intéressé dans un article de Documents titré Soleil pourri, où il faisait le lien entre le rituel de la corrida, le Minotaure et l'ancien culte mithraïque ; idem dans l'Histoire de l'œil au chapitre « L'Œil de Granero ». Dans les arts plastiques également, le thème apparaît chez Masson, Picasso et Max Ernst dès les années 1920 et jouit ainsi d'une popularité significative dans le milieu artistique de l'époque - ce qui est aussi lié à la reprise des thèmes nietzschéens si l'on considère que le Minotaure représente l'élan dionysiaque qui commande à la création artistique, en opposition avec le fil rationnel de Thésée et le modèle apollinien. 
C'est pourquoi le choix du titre est généralement attribué à Bataille ou à Masson, comme le suggère Tériade, même si Breton n'y est pas non plus étranger. En 1924, il avait en effet pris le mythe comme emblème pour qualifier la recherche surréaliste : « Sans fil, voici une locution qui a pris place trop récemment dans notre vocabulaire, une locution dont la fortune a été trop rapide pour qu'il n'y passe pas beaucoup du rêve de notre époque, pour qu'elle ne me livre pas une des très rares déterminations spécifiques nouvelles de notre esprit. [...] je dois être Thésée, mais Thésée enfermé pour toujours dans son labyrinthe de cristal » Thésée, sans fil, peut représenter un être uniquement déterminé par son envie meurtrière à l'égard du Minotaure, et non l'homme rationnel qui à sa sortie du labyrinthe prend en main la ville d'Athènes. En 1933, le choix d'un tel titre n'est donc pas l'apanage d'une seule personne mais le reflet de débats esthétiques et philosophiques inhérents à cette époque, la qualité hybride du Minotaure renvoyant dès lors à la dualité de la ligne éditoriale de la revue, partagée entre la vision de Bataille et celle de Breton.

## Les livraisons
- no 1, juin 1933, couverture de Pablo Picasso.
- no 2,  « Mission Dakar-Djibouti 1931-1933 », juin 1933, couverture de Gaston-Louis Roux.
- no 3-4, décembre 1933, couverture d'André Derain.
- no 5, mars 1934, couverture de Francisco Borès.
- no 6, décembre 1934, couverture de Marcel Duchamp.
- no 7, juin 1935, couverture de Joan Miró.
- no 8, juin 1936, couverture de Salvador Dalí.
- no 9, octobre 1936, couverture d'Henri Matisse.
- no 10, hiver 1937, couverture de René Magritte.
- no 11, printemps 1938, « Cherchez Minotaure », couverture de Max Ernst.
- no 12-13, mai 1939, couverture d'André Masson.

L'ensemble des numéros a été réédité en fac-similé par Arno Press (New York) en 1968 puis par les éditions d'art Albert Skira en 1980-1981.